# Мусорный ветер
«Мусорный ветер» — песня советской рок-группы «Крематорий», вышедшая на альбоме «Кома» в 1988 году. Автор музыки и текста — Армен Григорян. Песня является одной из самых известных песен коллектива, своего рода «визитной карточкой», исполняющейся на каждом концерте.

## В записи участвовали
- Армен Григорян — вокал, гитара
- Сергей Пушкарёв — бас-гитара
- Вадим Саралидзе — скрипка
- Владимир Власенко — бэк-вокал
- Ольга Бочарова — бэк-вокал

## История создания песни
Песня была написана Арменом Григоряном в 1987 году под впечатлением от одноимённого рассказа Андрея Платонова, причём изначально Григорян писал песню не для репертуара «Крематория», а для ставившейся в Московском молодёжном театре В. Спесивцева пьесы «Барабаны в ночи» по Бертольту Брехту.

В своё время люди из театра Спесивцева долго меня домогались, и в конце концов я дал согласие написать пару песен для… По-моему, для Бертольда Брехта, «Барабаны в ночи», если не изменяет память. Сначала мы даже не хотели её вставлять в альбом — думали, что она будет исполняться в театре. Но в театре случились какие-то передряги, спектакль поставлен не был, а мы как раз собирались писать альбом «Кома»… Тоскливая такая. Никто не знал, что она потом откроет нам так много дверей.
— Армен Григорян
По причине невостребованности песни в спектакле Армену пришлось, чтобы песня не «пропадала», вставить её в репертуар «Крематория». Первое публичное исполнение песни состоялось 10 марта 1987 года на телемосте «Московская рок-лаборатория — Ленинградский рок-клуб». В 1988 году песня вошла в альбом «Кома».

## Видеоклип
Телепередача «Музыкальный лифт» объявила конкурс видеоклипов, специально для которого руководителями программы Андреем Комаровым и Дмитрием Маматовым и самими музыкантами «Крематория» практически за одну ночь в студии телецентра «Останкино» был смонтирован ролик, ставший первым официальным видеоклипом группы. Видеоряд представляет собой следующее: в начале клипа появляется кинопроектор на фоне заката, который показывает на экране позднее увеличившийся первый кадр: перед паровозом у костра стоит актёр, исполняющий роль Андрея Платонова. Далее на протяжении большей части сюжета следует подборка различных исторических чёрно-белых кадров хроники. К концу ролика на фоне этих кадров показываются силуэты фигур Армена Григоряна, Сергея Пушкарёва и Михаила Россовского, а в конце клипа «Платонов» подносит руки к огню и они загораются. Заканчивается клип показом логотипа — букв «Kt» в окружности.
Существует вторая версия клипа, которая является довольно редкой. В ней отсутствует эпизод с кинопроектором и в начале первого куплета показывается Григорян с гитарой, поющий его, а после эпизода с силуэтами музыкантов и окончания последнего припева, вновь появляется Григорян, как в эпизоде с началом первого куплета, но уже со стоящими вдалеке Россовским и Пушкарёвым. Концовка показана цветной, показ логотипа отсутствует.
Клип, показанный в рамках «Музыкального лифта» по советскому ТВ, вывел популярность группы за пределы Москвы и Санкт-Петербурга.

## Интересные факты
- Роль писателя Андрея Платонова в клипе на песню исполнил один из друзей Армена Григоряна Евгений «Джон» Давыдов.
- Чтобы советская цензура пропустила видео в эфир, название группы пришлось изменить на «Крем…».
- Песня помещена журналом «Time Out» в список «100 песен, изменивших нашу жизнь»[2].
- Имя Вадима Саралидзе, сыгравшего главную скрипичную партию в песне, не указано на альбоме «Кома» по его просьбе[3].
- До середины 2000-х годов песней закрывалось большинство концертов группы. Сейчас это делается крайне редко, в основном песня играется в середине или ближе к концу концерта.
- В 1991 году на сборном концерте «ВИD-АнтиСПИД» в СК «Олимпийский» Армен Григорян посвятил песню «Мусорный ветер» памяти Фредди Меркьюри, скончавшегося от СПИДа 24 ноября этого же года (примечательно, что 24 ноября — день рождения Армена Григоряна).
- В 1999 году в юмористической телепередаче «О.С.П.-студия» Михаилом Шацем была исполнена пародия на песню, написанная сценаристом программы Леонидом Кагановым и названная «Суицид». 6 февраля 2013 года пародийная версия была заблокирована на сайте автора Роскомнадзором, увидевшим в тексте якобы пропаганду суицида[4], однако позднее служба заявила в официальном письме, что копия текста криминального характера не содержит[5].